# Plaza de la Constitución (Mexiko)

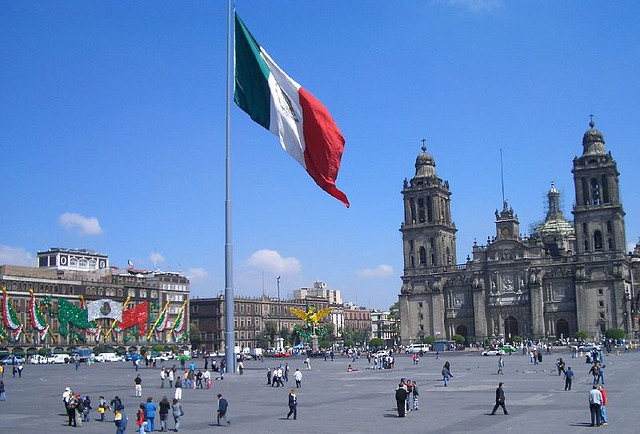
El Zócalo med Mexikos flagga

Plaza de la Constitución eller mer allmänt El Zócalo är ett av världens största torg och ligger i distriktet Cuauhtémoc i Mexico City. I storlek är det endast slagen av Himmelska fridens torg i Peking, Macroplaza i Monterrey, Mexiko och Röda torget i Moskva. Ytan är idag på cirka 44.160m² (230m x 192m).
Torget anlades av spanjorerna i hjärtat av det erövrade Tenochtitlan och har Catedral Metropolitana, Palacio Nacional och lokala regeringsbyggnader runt om sig. Alldeles intill ligger lämningarna av Templo Mayor.

## Namnet
Torget har under historien haft olika namn så som Plaza de Armas, Plaza Principal, Plaza Mayor och Plaza del Palacio. Under Nya Spanien 1813 fick den dess nuvarande officiella namn, i samband med att man svor ed om Spaniens konstitution från Cadiz 1812. 
Dagens vanliga namn Zócalo kommer från att det 1843 påbörjades bygget av det som skulle bli ett självständighetsmonument men man avbröt då endast basen var klar (zócalo är bas på spanska).

## Historia
När spanjorerna efter att Hernan Cortez intagit Tenochtitlan 1523 började man riva Moctezuma IIs palats och Templo Mayor, med material från dessa byggnader uppfördes katedralen samt en del regeringsbyggnader. Under platsens 400 första år har den haft parker, cirkus, marknad, spårvagnsanläggning och fick dagen utseende under 1950-talet. Mitt på torget finns sedan dess en hög flaggstång där man hissar en enorm mexikansk flagga varje dag.
På natten mellan den 15 och 16 september, på årsdagen av resningen för ett självständigt Mexiko, utropar landets president från en balkong på Palacio Nacinal; "íViva la independencia nacional! íViva Hidalgo! íViva Morelos! íViva Guerrero! íViva la corregidora Josefa Ortiz de Domínguez! íViva México! íViva México! íViva México!" till minne av händelsen.

## Dagens Zócalo
Dess yta och centrala läge gör att större tillställningar hålls på platsen. Politiska demonstrationer och längre läger under politiska paroller är ofta förekommande. Dagligen utförs religiösa riter av inhemska indianer. Det är vanligt med artistframträdanden. En del av dem som uppträtt är Café Tacuba, Maná, Alejandro Sanz och Shakira (som har deltagarrekord med 210.000 närvarande, 27 maj 2007).
Söndagen 6 maj 2007 samlade fotografen Spencer Tunick drygt 18000 nakna personer på torget för att slå rekord i nudism och ta konstnärliga foton.
Under julhelgen 2007 och 2008 anlades en isrink